# Softgold
Die Softgold Computerspiele GmbH war ein Publisher von Computerspielen. Das Unternehmen wurde 1985 von Hans Rabe und Juergen Goeldner in Kaarst gegründet und war eine Tochtergesellschaft des Unternehmens Rushware, damals einem der größten Vertreiber von Computerspielen in Europa. Innerhalb der Firmengruppe war Softgold für das Lizenzgeschäft zuständig. Die ersten Lizenzerfolge waren Winter Games und Summer Games von Epyx.
Ebenso bedeutend war das Lizenzabkommen mit Lucasfilm Games, das auch die Übersetzung der Spiele ins Deutsche umfasste.
Ab 1992 gehörte Softgold zur Funsoft Holding. 1998 wurde Softgold zusammen mit Rushware an THQ verkauft. 2000 wurde aus den beiden Unternehmen die THQ Entertainment GmbH, der deutsche Publishingarm des Unternehmens.

## Publisher (Auszug)
- Claim to Power
- Erben der Erde
- Eye of the Beholder
- Grim Fandango
- Indiana Jones and the Last Crusade
- Indiana Jones and the Fate of Atlantis
- Kaiser
- Maniac Mansion
- Might and Magic
- Monkey Island Teil 1, 2 und 3
- Loom
- Star Wars: Rebel Assault – diverse Teile
- Sam & Max Hit the Road
- SimCity, Populous
- Star Wars: Dark Forces
- Test Drive 4
- Turrican
- Zak McKracken